# Document Object Model

Exempel på objekthierarki i DOM

Dokumentobjektmodellen (på engelska Document Object Model, förkortat DOM), är ett plattforms- och språkoberoende gränssnitt som ger programspråk möjligheten att dynamiskt läsa och uppdatera ett dokuments innehåll, struktur och formatering.
DOM återfinns främst i HTML och XML. Med hjälp av DOM går det att läsa XML-dokument som hämtas med hjälp av AJAX.